# Association sportive de la Kozah Football Club (féminines)
La section féminine de l'Association sportive de la Kozah Football Club couramment appelé ASKO Kara ou ASKO de Kara est un club togolais de football basé à Kara.

## Histoire
En juin 2023, l'ASKO absorbe le Bella FC, un club féminin basé à Kara, pour en faire sa section féminine, répondant ainsi aux critères de la CAF pour pouvoir participer aux compétitions continentales.
Lors de la saison 2022-2023, l'ASKO perd en finale du championnat face aux Amis du monde (2-0).
Alors que les Amis du monde déclarent forfait pour la Ligue des champions 2024 par manque de moyens, l'ASKO les remplace en tant que représentant togolais. Lors du dernier match de poules du tournoi qualificatif de l'UFOA-B, l'équipe doit battre l'Inter d'Abidjan pour se qualifier. Kara mène 3-0 avant de subir une remontada des Ivoiriennes qui finissent par s'imposer 4-3 et éliminer les Kondonas.
En janvier 2025, le club décroche son premier sacre en championnat, après avoir remporté les play-offs d'une saison 2023-2024 retardée.

## Palmarès
Championnat du Togo (1) :
- Champion en 2024
- Vice-champion en 2023

## Voir Aussi
- Association sportive des chauffeurs de la Kozah
- Association sportive de l'Office togolais des recettes
- Association sportive de la forêt sacrée